# Coupe d'Europe de rugby à XV 1996-1997
Navigation
H-Cup 1995-1996 H-Cup 1997-1998
La Coupe d'Europe de rugby 1996-1997 réunit des participants irlandais, italiens, gallois, français et pour la première fois des clubs écossais et anglais. De ce fait, le petit poucet de la première édition, le club roumain champion de la divizia A, disparaît de la compétition et participe à la Conférence européenne dont c'est la première édition.
Les formations s'affrontent dans une première phase de poules. Il y a quatre poules de cinq clubs qui se rencontrent tous une fois. Chaque club joue quatre matches (deux à domicile et deux à l'extérieur). En matches de poules, 2 points sont accordés pour une victoire, un pour un nul et rien pour une défaite. Les deux premiers de chaque poule sont qualifiés pour la phase suivante. En cas d'égalité de points de classement, les clubs sont départagés par les différences de points marqués.
La phase finale présente cette année un échelon de plus avec l'apparition des quarts de finale. Cette phase se poursuit entre les clubs qualifiés par élimination directe.

## Phase qualificative

### Notations
Signification des abréviations des tables de classement :
| - Pts : points de classement - J : matches joués - V : victoires - N : matches nuls - D : défaites | - EM : essais marqués - EE : essais encaissés - PM : points marqués - PE : points encaissés - Δ : différence de points |

### Poule A
| Équipe           | Pays           |
| ---------------- | -------------- |
| Bath Rugby       | Angleterre     |
| US Dax           | France         |
| Pontypridd RFC   | Pays de Galles |
| Édimbourg Rugby  | Écosse         |
| Benetton Trévise | Italie         |

| Équipe           | Pts | J | V | N | D | EM | EE | PM  | PE  | Δ    |
| ---------------- | --- | - | - | - | - | -- | -- | --- | --- | ---- |
| US Dax           | 6   | 4 | 3 | 0 | 1 | 16 | 2  | 141 | 69  | +72  |
| Bath Rugby       | 6   | 4 | 3 | 0 | 1 | 15 | 8  | 136 | 88  | +48  |
| Pontypridd RFC   | 6   | 4 | 3 | 0 | 1 | 7  | 3  | 97  | 60  | +37  |
| Benetton Trévise | 2   | 4 | 1 | 0 | 3 | 13 | 15 | 106 | 135 | -29  |
| Édimbourg Rugby  | 0   | 4 | 0 | 0 | 4 | 6  | 29 | 71  | 199 | -128 |

| Date       | Lieu                                    | Équipe           | Score | Adversaire       |
| ---------- | --------------------------------------- | ---------------- | ----- | ---------------- |
| 12 octobre | Sardis Road, Pontypridd, Pays de Galles | Pontypridd RFC   | 28-22 | Benetton Trévise |
| 12 octobre | Recreation Ground, Bath, Angleterre     | Bath Rugby       | 55-26 | Édimbourg Rugby  |
| 16 octobre | Myreside, Édimbourg, Écosse             | Édimbourg Rugby  | 10-32 | Pontypridd RFC   |
| 16 octobre | Di Monigo, Trévise, Italie              | Benetton Trévise | 14-34 | US Dax           |
| 19 octobre | Sardis Road, Pontypridd, Pays de Galles | Pontypridd RFC   | 19-6  | Bath Rugby       |
| 20 octobre | Parc municipal des sports, Dax, France  | US Dax           | 69-12 | Édimbourg Rugby  |
| 26 octobre | Recreation Ground, Bath, Angleterre     | Bath Rugby       | 25-16 | US Dax           |
| 27 octobre | Myreside, Édimbourg, Écosse             | Édimbourg Rugby  | 23-43 | Benetton Trévise |
| 2 novembre | Di Monigo, Trévise, Italie              | Benetton Trévise | 27-50 | Bath Rugby       |
| 2 novembre | Parc municipal des sports, Dax, France  | US Dax           | 22-18 | Pontypridd RFC   |

### Poule B
| Équipe           | Pays           |
| ---------------- | -------------- |
| Leicester Tigers | Angleterre     |
| Section paloise  | France         |
| Leinster         | Irlande        |
| Llanelli RFC     | Pays de Galles |
| Borders Reivers  | Écosse         |

| Équipe           | Pts | J | V | N | D | EM | EE | PM  | PE  | Δ   |
| ---------------- | --- | - | - | - | - | -- | -- | --- | --- | --- |
| Leicester Tigers | 8   | 4 | 4 | 0 | 0 | 14 | 3  | 114 | 43  | +71 |
| Llanelli RFC     | 4   | 4 | 2 | 0 | 2 | 9  | 9  | 97  | 81  | +16 |
| Leinster         | 4   | 4 | 2 | 0 | 2 | 9  | 12 | 86  | 109 | -23 |
| Section paloise  | 2   | 4 | 1 | 0 | 3 | 19 | 10 | 137 | 103 | +34 |
| Borders Reivers  | 2   | 4 | 1 | 0 | 3 | 7  | 24 | 80  | 178 | -98 |

| Date       | Lieu                                     | Équipe           | Score | Adversaire       |
| ---------- | ---------------------------------------- | ---------------- | ----- | ---------------- |
| 12 octobre | Stradey Park, Llanelli, Pays de Galles   | Llanelli RFC     | 34-17 | Leinster         |
| 12 octobre | Stade du Hameau, Pau, France             | Section paloise  | 85-28 | Borders Reivers  |
| 16 octobre | Lansdowne Road, Dublin, Irlande          | Leinster         | 10-27 | Leicester Tigers |
| 16 octobre | Mansfield Park, Hawick, Écosse           | Borders Reivers  | 24-16 | Llanelli RFC     |
| 19 octobre | Stradey Park, Llanelli, Pays de Galles   | Llanelli RFC     | 31-15 | Section paloise  |
| 19 octobre | Welford Road, Leicester, Angleterre      | Leicester Tigers | 43-3  | Borders Reivers  |
| 26 octobre | The Greenyards, Melrose, Écosse          | Borders Reivers  | 25-34 | Leinster         |
| 26 octobre | Stade du Hameau, Pau, France             | Section paloise  | 14-19 | Leicester Tigers |
| 2 novembre | Donnybrook Rugby Ground, Dublin, Irlande | Leinster         | 25-23 | Section paloise  |
| 2 novembre | Welford Road, Leicester, Angleterre      | Leicester Tigers | 25-16 | Llanelli RFC     |

### Poule C
| Équipe         | Pays           |
| -------------- | -------------- |
| Harlequins     | Angleterre     |
| CA Brive       | France         |
| Ulster         | Irlande        |
| Neath RFC      | Pays de Galles |
| Caledonia Reds | Écosse         |

| Équipe         | Pts | J | V | N | D | EM | EE | PM  | PE  | Δ   |
| -------------- | --- | - | - | - | - | -- | -- | --- | --- | --- |
| CA Brive       | 8   | 4 | 4 | 0 | 0 | 13 | 8  | 106 | 65  | +41 |
| Harlequins     | 6   | 4 | 3 | 0 | 1 | 20 | 8  | 131 | 95  | +36 |
| Neath RFC      | 4   | 4 | 2 | 0 | 2 | 10 | 16 | 83  | 109 | -26 |
| Ulster         | 2   | 4 | 1 | 0 | 3 | 6  | 10 | 75  | 87  | -12 |
| Caledonia Reds | 0   | 4 | 0 | 0 | 4 | 13 | 20 | 117 | 156 | -39 |

| Date       | Lieu                                  | Équipe         | Score | Adversaire     |
| ---------- | ------------------------------------- | -------------- | ----- | -------------- |
| 12 octobre | Amédée-Domenech, Brive, France        | CA Brive       | 34-19 | Neath RFC      |
| 13 octobre | McDiarmid Park, Perth, Écosse         | Caledonia Reds | 34-41 | Ulster         |
| 16 octobre | Ravenhill, Belfast, Irlande du nord   | Ulster         | 15-21 | Harlequins     |
| 16 octobre | The Gnoll, Neath, Pays de Galles      | Neath RFC      | 27-18 | Caledonia Reds |
| 19 octobre | Twickenham Stoop, Londres, Angleterre | Harlequins     | 44-22 | Neath RFC      |
| 20 octobre | McDiarmid Park, Perth, Écosse         | Caledonia Reds | 30-32 | CA Brive       |
| 26 octobre | The Gnoll, Neath, Pays de Galles      | Neath RFC      | 15-13 | Ulster         |
| 27 octobre | Amédée-Domenech, Brive, France        | CA Brive       | 23-10 | Harlequins     |
| 2 novembre | Ravenhill, Belfast, Irlande du Nord   | Ulster         | 6-17  | CA Brive       |
| 2 novembre | Twickenham Stoop, Londres, Angleterre | Harlequins     | 56-35 | Caledonia Reds |

### Poule D
| Équipe              | Pays           |
| ------------------- | -------------- |
| Wasps RFC           | Angleterre     |
| Stade toulousain    | France         |
| Munster             | Irlande        |
| Cardiff RFC         | Pays de Galles |
| Amatori Rugby Milan | Italie         |

| Équipe              | Pts | J | V | N | D | EM | EE | PM  | PE  | Δ   |
| ------------------- | --- | - | - | - | - | -- | -- | --- | --- | --- |
| Cardiff RFC         | 6   | 4 | 3 | 0 | 1 | 16 | 7  | 135 | 97  | +38 |
| Stade toulousain    | 6   | 4 | 3 | 0 | 1 | 21 | 13 | 157 | 142 | +15 |
| Wasps RFC           | 4   | 4 | 2 | 0 | 2 | 17 | 14 | 156 | 115 | +41 |
| Munster             | 4   | 4 | 2 | 0 | 2 | 11 | 22 | 109 | 135 | -26 |
| Amatori Rugby Milan | 0   | 4 | 0 | 0 | 4 | 6  | 15 | 73  | 141 | -68 |

| Date       | Lieu                                    | Équipe              | Score | Adversaire          |
| ---------- | --------------------------------------- | ------------------- | ----- | ------------------- |
| 12 octobre | Musgrave Park, Cork, Irlande            | Munster             | 23-5  | Amatori Rugby Milan |
| 13 octobre | Loftus Road, Londres, Angleterre        | Wasps RFC           | 24-26 | Cardiff RFC         |
| 16 octobre | Arms Park, Cardiff, Pays de Galles      | Cardiff RFC         | 48-18 | Munster             |
| 16 octobre | Stadio Comunale Giuriati, Milan, Italie | Amatori Rugby Milan | 26-44 | Stade toulousain    |
| 19 octobre | Thomond Park, Limerick, Irlande         | Munster             | 49-22 | Wasps RFC           |
| 19 octobre | Ernest-Wallon, Toulouse, France         | Stade toulousain    | 36-20 | Cardiff RFC         |
| 26 octobre | Loftus Road, Londres, Angleterre        | Wasps RFC           | 77-17 | Stade toulousain    |
| 27 octobre | Arms Park, Cardiff, Pays de Galles      | Cardiff RFC         | 41-19 | Amatori Rugby Milan |
| 2 novembre | Stadio Comunale Giuriati, Milan, Italie | Amatori Rugby Milan | 23-33 | Wasps RFC           |
| 2 novembre | Ernest-Wallon, Toulouse, France         | Stade toulousain    | 60-19 | Munster             |

## Bilan de la première phase
Avec l'apparition des clubs anglais, la répartition des places pour la seconde phase de la compétition se rééquilibre selon la force des nations : trois clubs français, trois clubs anglais et deux clubs gallois. Aucune province irlandaise ne se qualifie pour la phase éliminatoire. Enfin, les Écossais et les Italiens, aux dernières places des poules, jouent les sparring partners.

## Phase éliminatoire

### Quarts de finale
| Date             | Lieu                           | Équipe           | Score | Adversaire       |
| ---------------- | ------------------------------ | ---------------- | ----- | ---------------- |
| 9 novembre 1996  | Arms Park, Cardiff             | Cardiff RFC      | 22-19 | Bath Rugby       |
| 16 novembre 1996 | Welford Road, Leicester        | Leicester Tigers | 23-13 | Harlequins       |
| 16 novembre 1996 | Parc municipal des sports, Dax | US Dax           | 18-26 | Stade toulousain |
| 17 novembre 1996 | Amédée-Domenech, Brive         | CA Brive         | 35-14 | Llanelli RFC     |

### Demi-finales
| Date           | Lieu                    | Équipe           | Score | Adversaire       |
| -------------- | ----------------------- | ---------------- | ----- | ---------------- |
| 4 janvier 1997 | Welford Road, Leicester | Leicester Tigers | 37-11 | Stade toulousain |
| 5 janvier 1997 | Amédée-Domenech, Brive  | CA Brive         | 26-13 | Cardiff RFC      |

### Finale
| Équipes            | CA Brive – Leicester Tigers |
| Score              | 28-9 (mt : 8-6) |
| Date               | Samedi 25 janvier 1997 |
| Stade              | Arms Park de Cardiff, Pays de Galles |
| Arbitres           | Derek Bevan assisté de Clayton Thomas et de Davies |
| Les équipes        | |
| CA Brive           | Titulaires : 1 Didier Casadeï puis Éric Bouti (71e), 2 Laurent Travers, 3 Richard Crespy, 4 Éric Alégret puis Tony Rees (66e), 5 Grant Ross, 6 Loïc Van der Linden puis Yann Domi (78e), 7 Gregory Kacala, 8 François Duboisset puis Thierry Labrousse (48e), 9 Philippe Carbonneau, 10 Alain Penaud (cap.) puis Romuald Paillat (70e), 11 Sébastien Carrat, 12 David Venditti, 13 Christophe Lamaison, 14 Gérald Fabre, 15 Sébastien Viars Entraîneurs : Laurent Seigne, Pierre Montlaur |
| Leicester Tigers   | Titulaires : A Graham Rowntree, B Richard Cockerill, C Darren Garforth, D Martin Johnson, E Matt Poole, F John Wells, G Dean Richards (cap.) puis Eric Miller (67e), H Neil Back, I Austin Healey, J Rob Liley, K Rory Underwood puis Leon Lloyd (74e), L Stuart Potter, M Will Greenwood, N Steve Hackney, O John Liley Remplacement temporaire : Darren Garforth par Perry Freshwater Entraîneurs : Bob Dwyer, Duncan Hall                                                              |
| Points marqués     | |
| CA Brive           | 4 essais : Sébastien Viars 5e, Gérald Fabre 55e, Sébastien Carrat 64e, 80e 1 pénalité 3e, 1 drop 74e, 1 transformation 80e : Christophe Lamaison |
| Leicester Tigers   | 3 pénalités : John Liley 26e, 35e, 54e |
| Évolution du score | 3-0, 8-0, 8-3, 8-6, mt ; 8-9, 13-9, 16-9, 21-9, 28-9 |